# 岐阜県道481号坂上停車場線
岐阜県道481号坂上停車場線（ぎふけんどう481ごう さかかみていしゃじょうせん）は、岐阜県飛騨市内を通る一般県道である。

## 概要

### 路線データ
- 起点：坂上停車場
- 終点：岐阜県飛騨市宮川町野首（国道360号交点）

## 沿革
- 1977年（昭和52年）2月27日 ： 認定[1]

## 地理

### 通過する自治体
- 岐阜県
  - 飛騨市

### 接続する道路
- 国道360号丸山バイパス（越中西街道）（飛騨市宮川町野首）

### 周辺
- JR高山本線 坂上駅
- 飛騨市役場 宮川振興事務所
- 坂上郵便局
- 飛騨市立宮川小学校
- 飛騨市立宮川中学校